# Municipio de Oak Lake
El municipio de Oak Lake (en inglés: Oak Lake Township) es un municipio ubicado en el condado de Brookings en el estado estadounidense de Dakota del Sur. En el año 2010 tenía una población de 100 habitantes y una densidad poblacional de 1,07 personas por km².

## Geografía
El municipio de Oak Lake se encuentra ubicado en las coordenadas 44°29′58″N 96°35′43″O / 44.49944, -96.59528. Según la Oficina del Censo de los Estados Unidos, el municipio tiene una superficie total de 93.78 km², de la cual 92,71 km² corresponden a tierra firme y (1,14 %) 1,07 km² es agua.

## Demografía
Según el censo de 2010, había 100 personas residiendo en el municipio de Oak Lake. La densidad de población era de 1,07 hab./km². De los 100 habitantes, el municipio de Oak Lake estaba compuesto por el 97 % blancos, el 2 % eran amerindios y el 1 % eran de una mezcla de razas. Del total de la población el 3 % eran hispanos o latinos de cualquier raza.